# Популярна бразильська музика
Популярна бразильська музика, ПБМ (порт. Música popular brasileira, MPB) — напрям у пост-босановівській урбаністичній популярній музиці, поширений у Бразилії. ПБМ увібрав у себе такі типові бразильські стилі, як самба, самба-кансай (Samba-canção), байо (Baião) та інші регіональні бразильські стилі музика, поєднуючи їх з іноземними впливами, зокрема джазом і роком.

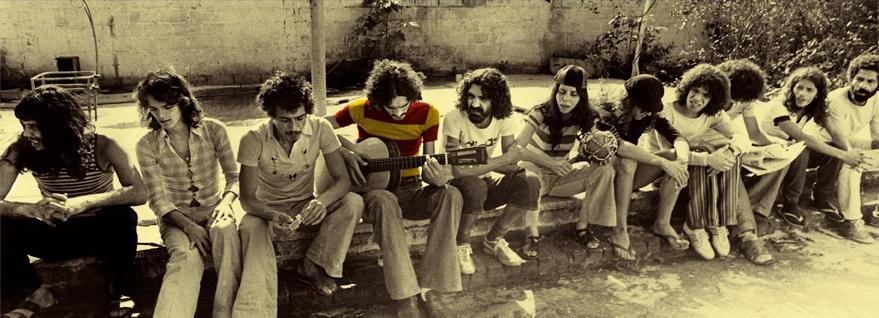
група Novos Baianos у повному складі

ПБМ як стиль дебютував у середині 1960-х років, причому акронім застосовується до тих типів неелектричної музики, які виникли вже після формування, поширення й еволюції босанови. Митці та їх аудиторія значною мірою пов'язані з субпопуляцією інтелектуалів та студентів, через що ПБМ часто називають «університетською музикою».